# スズキハルカ
スズキ ハルカ（1989年2月 - ）は、日本の映像作家、アニメーター。静岡県生まれ。

## 概要
主に、NHKの音楽番組「みんなのうた」などのアニメーションを制作している。
2019年～2024年まで、Pie in the skyに所属していた。

## 主な作成作品

### テレビアニメ
- ぼっち・ざ・ろっく！ - エンディングアニメーション（2022年10月～12月）

### みんなのうた
◆は、5分間1曲枠の楽曲（ロングのうた）。
1. 見えない羽根 / プリシラ・アーン（2014年12月・2015年1月放送）[注 1]
2. ひげヒゲげひぽんぽん / たんきゅんデモクラシー（2015年6月・7月放送）[注 2]
3. お米かくれんぼ / バナナゼロムジカ（2017年10月・11月放送）[注 3]
4. 虫のつぶやき / 荻野目洋子（2020年8月・9月放送）

### その他
- ちこまる - 監督・キャラクターデザイン・演出・エンディングアニメーション（2024年1月～）